# Stearns Pond
Der Stearns Pond ist ein Teich westlich der Stadt Mont Vernon im US-Bundesstaat New Hampshire.
Seine Wasserfläche beträgt etwa 3,2 Hektar. Er ist Quellgebiet des Hartshorn Brook, der in südlicher Richtung zum Souhegan River fließt.